# Кострецкое сельское поселение
Костре́цкое се́льское поселе́ние (карел. Kos’rečan kyläkunda) — упразднённое муниципальное образование в составе Максатихинского района Тверской области.

На территории поселения находятся 28 населенных пунктов. Центр поселения — деревня Кострецы.

Образовано в 2005 году, включило в себя территории Кострецкого и часть Зареченского сельских округов.

## Географические данные
- Общая площадь: 163 км².
- Нахождение: юго-западная часть Максатихинского района.
  - Граничит:
    - на севере — с Малышевским СП и Ручковским СП,
    - на северо-востоке — с городским поселением пгт.Максатиха,
    - на востоке — с Зареченским СП и Пальчихинским СП,
    - на юге — с Ривицким СП,
    - на западе — со Спировским районом, Козловское СП,
    - на северо-западе — с Каменским СП.

Главные реки — Волчина, Тифина и Ривица.
По территории поселения проходят автодороги «Рамешки—Максатиха» и «Вышний Волочёк—Бежецк».

## Население
На 01.01.2008 — 699 человек.

Национальный состав: русские и тверские карелы.

## Населенные пункты
На территории поселения находятся следующие населённые пункты:
| №  | Тип нп | Название         | Население (2008 год) |
| -- | ------ | ---------------- | -------------------- |
| 1  | дер.   | Артеново         | 0                    |
| 2  | дер.   | Батуриха         | 26                   |
| 3  | дер.   | Боровая          | 4                    |
| 4  | дер.   | Броды            | 0                    |
| 5  | дер.   | Бураки           | 2                    |
| 6  | дер.   | Быковка          | 6                    |
| 7  | дер.   | Горма            | 6                    |
| 8  | дер.   | Жуки             | 17                   |
| 9  | хутор  | Зверло           | 1                    |
| 10 | хутор  | Кало             | 0                    |
| 11 | дер.   | Кострецы         | 254                  |
| 12 | дер.   | Лукка            | 0                    |
| 13 | дер.   | Малиниха         | 2                    |
| 14 | дер.   | Малька           | 0                    |
| 15 | дер.   | Минка            | 6                    |
| 16 | дер.   | Новое Паулино    | 2                    |
| 17 | дер.   | Ново-Плоское     | 13                   |
| 18 | дер.   | Острые Луки      | 126                  |
| 19 | дер.   | Паулинские Горы  | 0                    |
| 20 | дер.   | Перевесы         | 74                   |
| 21 | дер.   | Пирожково        | 8                    |
| 22 | дер.   | Подмельничное    | 0                    |
| 23 | дер.   | Русские Овсяники | 16                   |
| 24 | дер.   | Русские Плоски   | 6                    |
| 25 | дер.   | Саврасиха        | 8                    |
| 26 | дер.   | Старое Паулино   | 11                   |
| 27 | дер.   | Ферезна          | 46                   |
| 28 | дер.   | Хомутиха         | 65                   |

### Бывшие населенные пункты
На территории поселения исчезли деревни  Займище, Паулино, Спорное и другие.

## История
С конца XVIII века территория поселения относилась к двум уездам Тверской губернии — Бежецкому и Вышневолоцкому, граница между ними проходила по реке Тифине.
В XIX — начале XX века деревни поселения относились к Рыбинской волости Бежецкого уезда и Раевской и Лугининской волостям Вышневолоцкого уезда.
В 1940-50-е годы на территории поселения существовали Боровский, Кострецкий и Хомутихинский сельсоветы Максатихинского района Калининской области.
Законом Тверской области от 8 октября 2014 года № 74-ЗО, муниципальные образования Зареченское сельское поселение, Кострецкое сельское поселение, Пальчихинское сельское поселение, Ривицкое сельское поселение и Трестенское сельское поселение преобразованы путём объединения во вновь образованное муниципальное образование Зареченское сельское поселение.